# Inisheer Aerodrome
Inisheer Aerodrome är en flygplats i republiken Irland. Den ligger i den västra delen av landet, 220 km väster om huvudstaden Dublin. Inisheer Aerodrome ligger 7 meter över havet. Den ligger på ön Inisheer.